# Unitats perifèriques de Grècia

Unitats perifèriques de Grècia. Els colors indiquen les perifèries, les tonalitats les unitats perifèriques i les línies els municipis.

Les unitats perifèriques (en grec: Περιφερειακή ενότητα) són les divisions administratives de tercer ordre de Grècia d'acord amb el programa Cal·lícrates, que va entrar en vigor l'1 de gener de 2011. Les unitats perifèriques són 74 i substitueixen les antigues 51 prefectures.
Geogràficament s'han creat de la següent manera:
- A les perifèries de Macedònia Central, Macedònia Occidental, Epir, Grècia Central, Grècia Occidental, Peloponès i Creta es corresponen amb les antigues prefectures.
- A les perifèries de Macedònia Oriental i Tràcia, Illes Jòniques, Egeu Septentrional i Tessàlia algunes unitats perifèriques es corresponen amb les antigues prefectures, i d'altres provenen de la divisió d'una prefectura.
- A les perifèries d'Àtica i Egeu Meridional no s'ha tingut en compte les antigues prefectures, sinó criteris de població i proximitat.

| Perifèria                   | Unitat perifèrica    | Prefectura amb què es correspon |
| --------------------------- | -------------------- | ------------------------------- |
| Àtica                       | Atenes Septentrional | Atenes (part)                   |
| Àtica                       | Atenes Occidental    | Atenes (part)                   |
| Àtica                       | Atenes Central       | Atenes (part)                   |
| Àtica                       | Atenes Meridional    | Atenes (part)                   |
| Àtica                       | Àtica Oriental       | Àtica Oriental                  |
| Àtica                       | El Pireu             | El Pireu (part)                 |
| Àtica                       | Illes                | El Pireu (part)                 |
| Àtica                       | Àtica Occidental     | Àtica Occidental                |
| Grècia Central              | Beòcia               | Beòcia                          |
| Grècia Central              | Eubea                | Eubea                           |
| Grècia Central              | Evritania            | Evritania                       |
| Grècia Central              | Fòcida               | Fòcida                          |
| Grècia Central              | Ftiòtida             | Ftiòtida                        |
| Macedònia Central           | Imathia              | Imathia                         |
| Macedònia Central           | Tessalònica          | Tessalònica                     |
| Macedònia Central           | Kilkis               | Kilkis                          |
| Macedònia Central           | Pel·la               | Pel·la                          |
| Macedònia Central           | Pieria               | Pieria                          |
| Macedònia Central           | Serres               | Serres                          |
| Macedònia Central           | Calcídica            | Calcídica                       |
| Creta                       | Khanià               | Khanià                          |
| Creta                       | Iràklio              | Iràklio                         |
| Creta                       | Lassithi             | Lassithi                        |
| Creta                       | Réthimno             | Réthimno                        |
| Macedònia Oriental i Tràcia | Drama                | Drama                           |
| Macedònia Oriental i Tràcia | Hebros               | Hebros                          |
| Macedònia Oriental i Tràcia | Tassos               | Kavala (part)                   |
| Macedònia Oriental i Tràcia | Kavala               | Kavala (part)                   |
| Macedònia Oriental i Tràcia | Xanthi               | Xanthi                          |
| Macedònia Oriental i Tràcia | Ròdope               | Ròdope                          |
| Epir                        | Arta                 | Arta                            |
| Epir                        | Ioànnina             | Ioànnina                        |
| Epir                        | Préveza              | Préveza                         |
| Epir                        | Tespròcia            | Tespròcia                       |
| Illes Jòniques              | Corfú                | Corfú                           |
| Illes Jòniques              | Ítaca                | Cefalònia (part)                |
| Illes Jòniques              | Cefalònia            | Cefalònia (part)                |
| Illes Jòniques              | Lèucada              | Lèucada                         |
| Illes Jòniques              | Zacint               | Zacint                          |
| Egeu Septentrional          | Quios                | Quios                           |
| Egeu Septentrional          | Icària               | Samos (part)                    |
| Egeu Septentrional          | Lemnos               | Lesbos (part)                   |
| Egeu Septentrional          | Lesbos               | Lesbos (part)                   |
| Egeu Septentrional          | Samos                | Samos (part)                    |
| Peloponès                   | Arcàdia              | Arcàdia                         |
| Peloponès                   | Argòlida             | Argòlida                        |
| Peloponès                   | Coríntia             | Coríntia                        |
| Peloponès                   | Lacònia              | Lacònia                         |
| Peloponès                   | Messènia             | Messènia                        |
| Egeu Meridional             | Andros               | Cíclades (part)                 |
| Egeu Meridional             | Kàlimnos             | Dodecanès (part)                |
| Egeu Meridional             | Kàrpathos            | Dodecanès (part)                |
| Egeu Meridional             | Kithnos              | Cíclades (part)                 |
| Egeu Meridional             | Cos                  | Dodecanès (part)                |
| Egeu Meridional             | Melos                | Cíclades (part)                 |
| Egeu Meridional             | Míkonos              | Cíclades (part)                 |
| Egeu Meridional             | Naxos                | Cíclades (part)                 |
| Egeu Meridional             | Paros                | Cíclades (part)                 |
| Egeu Meridional             | Rodes                | Dodecanès (part)                |
| Egeu Meridional             | Siros                | Cíclades (part)                 |
| Egeu Meridional             | Santorí              | Cíclades (part)                 |
| Egeu Meridional             | Tinos                | Cíclades (part)                 |
| Tessàlia                    | Karditsa             | Karditsa                        |
| Tessàlia                    | Làrissa              | Làrissa                         |
| Tessàlia                    | Magnèsia             | Magnèsia (part)                 |
| Tessàlia                    | Espòrades            | Magnèsia (part)                 |
| Tessàlia                    | Trícala              | Trícala                         |
| Grècia Occidental           | Acaia                | Acaia                           |
| Grècia Occidental           | Etòlia-Acarnània     | Etòlia-Acarnània                |
| Grècia Occidental           | Èlide                | Èlide                           |
| Macedònia Occidental        | Flórina              | Flórina                         |
| Macedònia Occidental        | Grevenà              | Grevenà                         |
| Macedònia Occidental        | Kastorià             | Kastorià                        |
| Macedònia Occidental        | Kozani               | Kozani                          |

## Llista de les unitats perifèriques
| 1. Àtica Septentrional 2. Àtica Occidental 3. Àtica Central 4. Àtica Meridional 5. Àtica Oriental 6. El Pireu 7. Illes 8. Àtica Occidental 9. Beòcia 10. Eubea 11. Evritania 12. Fòcida 13. Ftiòtida 14. Imathia 15. Tessalònica 16. Kilkis 17. Pel·la 18. Pieria 19. Serres 20. Calcídica 21. Khanià 22. Iràklio 23. Lassithi 24. Réthimno 25. Drama 26. Hebros 27. Tassos 28. Kavala 29. Xanthi 30. Ròdope 31. Arta 32. Ioànnina 33. Préveza 34. Tespròcia 35. Corfú 36. Ítaca 37. Cefalònia | 1. Lèucada 2. Zacint 3. Quios 4. Icària 5. Lemnos 6. Lesbos 7. Samos 8. Arcàdia 9. Argòlida 10. Coríntia 11. Lacònia 12. Messènia 13. Andros 14. Kàlimnos 15. Kàrpathos 16. Kithnos 17. Cos 18. Melos 19. Míkonos 20. Naxos 21. Paros 22. Rodes 23. Siros 24. Santorí 25. Tinos 26. Karditsa 27. Làrissa 28. Magnèsia 29. Espòrades 30. Trícala 31. Acaia 32. Etòlia-Acarnània 33. Èlide 34. Flórina 35. Grevenà 36. Kastorià 37. Kozani |  |